# 増田こうすけ
増田 こうすけ（ますだ こうすけ、1976年6月2日 - ）は、日本の漫画家。血液型A型。身長183cm。愛知県生まれ三重県育ち。

## 略歴
20歳を過ぎたときに、バイトがしんどく家で仕事ができたらいいと思い漫画家を志す。絵を描くことは子供のころから好きであった。
第48回の赤塚賞では『巨大合体鋼鉄戦士イカンダー』で佳作に入賞して、担当がつくが音信不通となる。
不安になったので、もう一度1999年（平成11年）、『月刊少年ジャンプ』（集英社）5月号掲載の『夢 -赤壁の戦い-』（1998年第49回赤塚賞に応募し、準入選するが、担当にもう応募しないでと忠告される。
当時は「増田耕助」名義）でデビュー。『月刊少年ジャンプ』の2000年1月号より『増田こうすけ劇場 ギャグマンガ日和』の連載を開始した。『月刊少年ジャンプ』休刊に伴い新雑誌『ジャンプスクエア』へ移籍する。
『週刊少年ジャンプ』2007年36号でうすた京介とのコラボレーションでうすたが『ギャグマンガ日和』、増田が『ピューと吹く!ジャガー』をそれぞれ描いている。うすたはしりあがり寿とのギャグマンガ対談で増田を面白いと思う漫画家のうちの一人に挙げている。同じギャグマンガでありながら自分には全く描けないタイプの漫画であると述べ、赤塚賞で増田の投稿作品を見た時から注目していたことを明かした。『ギャグマンガ日和』の単行本の帯に「この人の本が出たら買う」というコメントをつけたこともある。
2011年からは『ジャンプ改』で『ギリシャ神話劇場 神々と人々の日々』を連載開始。『ジャンプ改』の休刊に伴い一時休載するが、『小説すばる』で連載を再開する。なお、この作品は『ギャグマンガ日和』とは異なり現在までトーン、定規を使用しての作画がみられない。

## 人物
- 2007年7月時点では、動物と植物とお風呂が好き、虫と都会が嫌い、好きな言葉は「もう知らん」である[1]。
- 2007年7月時点では、ムーミンの世界が好きであり、また、レッド・ホット・チリ・ペッパーズが好きである[1]。特に『バイ・ザ・ウェイ』と『ワン・ホット・ミニット』が好きである[1]。
- 作品には短編が多い。
- 動物好きで、特に猫を飼っているため作中にもよく猫が登場する。
- 音楽はデスメタル・グラインドコアのバンドであるCarcassやAxCx、またGuns N' RosesやRadioheadやマキシマム ザ ホルモンなどを愛聴している。
- 上記の過去に手がけた作品には、歴史上の人物のパロディが多いが、別に歴史は好きでも嫌いでもない。また、サッカーの話やガンダムのパロディもしばしば見られ、これらに対する造詣も深い。
- ジブリ好きを公言しており、「一にジブリ、二にジブリ。三、四がなくて、五にはやお」と発言した。また、『ギャグマンガ日和』ではジブリネタもしばしば見られる。
- ジャンプ・コミックス『増田こうすけ劇場 ギャグマンガ日和』巻の6・7・8・10（10巻は幼少期）のそでにて、自身の写真を掲載した。
- 『HUNTER×HUNTER』を愛読しているらしく、ファンブックにて「早くHUNTER×HUNTERの続きが読みたい」と語った。
- 『増田こうすけ劇場 ギャグマンガ日和』には「なぜ漫画の事しか上手くいかないんだ?」という本人の苦悩が描かれている。

## 交流
2007年にはうすた京介とのコラボレーションがあり、単行本やファンブックにはうすた京介、久保帯人、江尻立真、池田晃久、神尾葉子、澤井啓夫からの応援メッセージが収録されている。
真木よう子（真木は対談をきっかけに、ギャグマンガ日和第232幕『もう一度隋へ～one more ZUI～』の題字を書いた）や、「先鋭ギャグマンガ家対談」と題して、『聖☆おにいさん』や『荒川アンダーザブリッジ』の中村光と対談をした。
大石浩二（他それぞれの担当編集者）とタイへ行った。また、『トマトイプーのリコピン』単行本の帯に増田の推薦メッセージが書かれている。
つの丸が増田、うすた京介、大石浩二、麻生周一らとともに、人間ドックを体験するルポマンガ『ギャグマンガ家 人間ドックデスレース』を少年ジャンプ+で短期集中連載した。
2020年1月10日に発売した連載20周年記念の総集編では、浅田弘幸、麻生周一、池田晃久、うすた京介、大石浩二、尾田栄一郎、加藤和恵、神尾葉子、久保帯人、古味直志、澤井啓夫、つの丸、中村光、八木教広、矢吹健太朗、和月伸宏、からの応援メッセージが収録されている。

## 作品リスト

### 連載作品
- 増田こうすけ劇場 ギャグマンガ日和（2000年 - 2015年、『月刊少年ジャンプ』→『ジャンプスクエア』、全15巻）
- 増田こうすけ劇場 ギャグマンガ日和GB（2016年 - 連載中、『ジャンプスクエア』、既刊8巻）
- ギリシャ神話劇場 神々と人々の日々（2011年 - 2021年、『JUMPX／ジャンプ改』2011年Vol.1 - 2014年11月号→『小説すばる』2015年3月号 - 2022年1月号、全4巻）
- あの頃の増田こうすけ劇場 ギャグマンガ家めざし日和（2019年3月 -  2020年、『小説すばる』2019年4月号[2] - 2021年1月号、全1巻[3]）

### 単行本未収録読切
- 5分でわかる!!乃木坂46の全て（ダ・ヴィンチ2017年10月号）[4]
- 「シタバシリ」（作画：池田晃久（初出）→紗池晃久（web掲載）） - 『ジャンプSQ』2018年12月号発表（初出）[5]、『少年ジャンプ+』2021年8月24日（web掲載）[6]
- トラペジウムコミカライズ（ダ・ヴィンチ2019年1月号）

### 小説
- ギャグ小説日和 転校生（2024年8月2日）[7]